# Rudolf Abel
Rudolf Abel   (Newcastle upon Tyne, 11 de juliol de 1903 - Moscou, 15 de novembre de 1971) Víliam Guénrijovich o Vílyam Génrikhovich Fisher (rus: Вильям Гéнрихович Фишер) va ser un notable agent d'intel·ligència de la Unió Soviètica que va operar durant el període inicial de la denominada Guerra Freda. A Occident és generalment més conegut pel seu àlies Rudolf (o Rudolph) Ivánovich Abel, el qual va adoptar durant el seu arrest (a manera de contrasenya perquè les seves «manejadors» soviètics s'assabentessin del que li havia ocorregut).

## Primers anys
Víliam («Willie») Fisher va néixer el 1903 a la ciutat anglesa de Newcastle sobre el Tyne (Newcastle-upon-Tyne), de pares rus-alemanys. Aquests, per la seva banda, havien tingut activitat durant les etapes primerenques del moviment revolucionari rus i havien fugit a Anglaterra el 1901. El seu pare, Genrikh, fou un entusiasta bolxevic que havia tingut participació en l'embarqui clandestí d'armes i de literatura a través de la costa nord-oriental de Rússia.
El 1922 va publicar un llibre, В Россий и в Англий (transliterat com a V Rossii i v Anglii, "A Rússia i a Anglaterra"), en el qual detallava la seva vida a Newcastle.
Willie va créixer en Whitley Bay, on la seva família s'havia traslladat. Allí va cursar l'escola primària. Després la seva família es va tornar a mudar, cosa que realitzava amb certa freqüència. Es va convertir en aprenent de dibuixant el 1918, alhora que concorria a classes nocturnes en el Rutherford College, i es va matricular a la Universitat de Londres el 1920.
La família de Fisher va abandonar Whitley Bay i es va establir en la Rússia bolxevic el 1921, tan sols un any abans de la fundació oficial de la Unió Soviètica. Allí va morir el seu pare, Guenrij, el 1935.

## Carrera primerenca
Després del retorn de la família a Rússia, Fisher va treballar com a traductor pel Comintern (la recentment fundada Internacional Comunista). Durant el seu servei militar entre 1925 i 1926 va ser entrenat com a operador de ràdio. Va treballar breument per a la intel·ligència militar soviètica, abans de ser reclutat pel OGPU, organisme predecessor del KGB, el 1927. Va treballar per a ells com a operador de ràdio a Noruega, Turquia, Gran Bretanya i França, abans de tornar a l'URSS el 1936. Allí va començar a entrenar a futurs operadors radials perquè després exercissin les seves activitats com a residents il·legals a l'estranger (és a dir, sense cobertura diplomàtica).
Va escapar per poc a la sistemàtica Gran Purga estalinista soviètica de 1936-1938. Com si haver estat un «potencial espia estranger d'origen britànic» hagués estat poc, un parent proper de Fisher havia estat acusat de ser trotskista, tota una heretgia ideològica en plena expansió de l'estalinisme. Va aconseguir evitar ser processat per «eventual traïdor», però igualment seria acomiadat del NKVD el 1938. Durant la Segona Guerra Mundial va tornar a entrenar a operadors de ràdio, perquè aquests realitzessin el seu treball clandestí darrere de les línies alemanyes.

## En el servei secret
El 1946 va ingressar una altra vegada al servei secret i es va entrenar com a espia «resident il·legal», per operar des de la ciutat de Nova York, als Estats Units.
Va viatjar al Canadà sota una identitat falsa, abans d'ingressar als Estats Units, cosa que finalment va fer el 17 de novembre de 1947. Va adoptar el necrònim d'Emil Robert Goldfus (l'autèntic Goldfus havia estat un bebè que havia mort quan només tenia 14 mesos de vida). Els soviètics havien construït una elaborada «fulla de vida» per Goldfus, una biografia fictícia de la seva vida entre 1902 i 1947.
Com a coberta o façana per a la seva residència il·legal, va obrir un estudi en els Orvington Studios al districte novaiorquès de Brooklyn, encara que de fet el seu talent artístic era mínim. Es presentava a si mateix com a fotògraf i retocador de fotos retirat, quan coneixia altres artistes i entrava en contacte amb ells. Va travar amistat amb un petit grup d'homes més joves, la majoria dels quals eren autèntics artistes que compartien amb ell interès i preferència per l'art realista. No va fer intent algun de vendre els quadres que ell mateix pintava, però va continuar desenvolupant la seva tècnica. Els seus coneguts ho trobaven intel·ligent i amigable, però més aviat reservat. Per exemple, mai els va revelar on vivia. Solia expressar admiració per l'artista rus Isaak Levitan.
El seu treball com a espia resident (rezident) consistia en el reclutament i supervisió d'altres agents dedicats a la recol·lecció d'informació d'intel·ligència.
A «Abel» se li va donar control sobre un grup preexistent d'agents, el qual incloïa a Morris i Lona Cohen, dels qui es creia que actuaven com a correu per Ethel i Julius Rosenberg, Greenglass i el cercle d'espionatge nuclear del projecte Manhattan nord-americà, encapçalat pel físic alemany Klaus Fuchs. Morris i Lona després operarien a Gran Bretanya sota els noms ficticis de Peter i Helen Kroger, respectivament, abans de ser detinguts (després serien intercanviats amb els soviètics).
No se sap que Fisher hagi tingut cap contacte amb el petit però molt actiu Partit Comunista nord-americà. Això té sentit, ja que era esperable i natural que ell, com a resident il·legal, no s'exposés a aquest risc, agreujat per la plena expansió del macartisme als EUA d'aquest aquests anys.
Com a part de la seva llegenda, ell de vegades solia fabricar històries relacionades al seu supòsit passat com a llenyataire en la costa nord-occidental del Pacífic (estats nord-americans d'Oregon i de Washington (estat).

## Captura
Fisher va ser finalment capturat pel FBI a Nova York el 21 de juny de 1957, en part a causa de la deserció del seu assistent Regno Häyhänen, en el que arribaria a ser conegut com the hollow nickel case («el cas del níquel buit»). De fet, Fisher transportava les fotografies del material secret o classificat que havia obtingut en microfilms que emmagatzemava dins de rèpliques buides de monedes de cinc centaus de dòlar, denominades comunament nickels en anglès. Va ser condemnat a 30 anys de presó, pel delicte d'espionatge.
Quan Fisher va ser finalment arrestat, la cambra d'hotel en què s'allotjava, i sobretot el seu estudi fotogràfic, contenien variats i múltiples equips d'espionatge moderns per a aquesta època, entre ells càmeres i pel·lícula específica per produir «micropunts» o microfilms, dispositius per al xifrat de dades, raspalls amb mànec buit, ràdios d'ona curta i nombrosos contenidors «enganyosos» o amb doble fons.
Fisher va ser portat a judici davant la Cort Federal de la Ciutat de Nova York i va ser condemnat com a espia soviètic a l'octubre de 1957, sota tres càrrecs:
- Conspiració per transmetre informació de defensa a la Unió Soviètica (càrrec un).
- Conspiració per obtenir informació (classificada) de defensa (càrrec dos).
- Conspiració per actuar com a agent d'un govern estranger dins del territori dels Estats Units, sense la prèvia notificació pertinent a la Secretaria d'Estat (càrrec tres).

El 25 d'octubre de 1957, el jurat ho va trobar culpable dels tres càrrecs. El jutge Mortimer W. Byers ho va sentenciar el 15 de novembre de 1957 a complir 30 anys de presó pel càrrec un, 10 anys addicionals i una multa de 2.000 dòlars pel número dos i, finalment, 5 anys de presó més, a més d'una multa de només 1.000 dòlars, pel tercer càrrec.
Malgrat la llarga condemna que havia rebut, el 10 de febrer de 1962 va ser intercanviat en el pont berlinès de Glienicke (situat en la localitat de Potsdam, Alemanya) pel pilot de la CIA Francis Gary Powers, derrocat sobre l'URSS el primer de maig de 1960. En realitat, es va tractar d'un «dos per un», ja que els soviètics també van lliurar a l'estudiant nord-americà Frederic Pryor.
Després del seu retorn a Moscou, va continuar treballant com a entrenador d'espies per al KGB i va ser condecorat amb l'Ordre de Lenin. Es diu que Fisher hauria arribat a menysprear a l'espia i traïdor britànic Kim Philby, qui finalment havia aconseguit escapolir-se a la capital soviètica. Rudolf Abel va ser senzillament l'àlies que Fisher va adoptar durant el seu arrest per part del FBI, el qual seria un senyal indirecte als soviètics que havia estat efectivament capturat. L'àlies havia estat el nom d'un altre agent, menys conegut, del NKVD soviètic, qui una vegada havia compartit un departament amb Fisher. Aquest individu, l'autèntic Abel, havia nascut a Letònia el 1900 i va morir el 1955, però no sortiria molt a la llum pública, ni sobre la seva vida ni sobre la seva carrera d'intel·ligència.
Viliam Fisher va morir de càncer de pulmó el 1971 i va ser enterrat al costat del seu pare en el monestir moscovita de Donskoy. La seva filla després diria que les seves últimes paraules havien estat en anglès: Don't forget that we are Germans anyway («No [et] oblidis que, després de tot, som alemanys»). La seva làpida mostra els seus dos noms, l'original Viliam Fisher i el seu àlies o pseudònim, Rudolf Abel.
El 2003 un grup de veterans de l'antic KGB soviètic va celebrar al costat de la seva tomba el centenari del natalici de Fisher.